# Piotr Rumiancew
Piotr Aleksandrowicz Rumiancew, hrabia (1744) (ros. Пётр Александрович Румянцев-Задунайский, ur. 4 stycznia?/15 stycznia 1725 w Moskwie, zm. 8 grudnia?/19 grudnia 1796 w Taszaniu, ob. Perejasław) – rosyjski generał-feldmarszałek.

## Życiorys
Był synem A.I. Rumiancewa, współpracownika cara Piotra I (ponieważ imiona otrzymał po carze, w którego towarzystwie często przebywała jego matka, plotki sugerowały, że jest synem cara z nieprawego łoża).
Od dzieciństwa związany był z wojskiem, służąc za młodu w gwardii cesarskiej. Od 1740 jako oficer (początkowo podporucznik) i w czasie wojny ze Szwecją walczył u boku ojca. Osobiście doręczył carycy Elżbiecie tekst traktatu pokojowego w Åbo, który w 1743 podpisał jego ojciec, za co został awansowany na pułkownika i mianowany dowódcą pułku. W 1755 mianowany generałem majorem.
Żołnierską sławę zdobył podczas wojny siedmioletniej (1756-1763), podczas której dowodził brygadą w bitwie pod Groß-Jägersdorf (1757) oraz dywizją w bitwie pod Kunowicami (1759). W 1758 mianowano go generałem lejtnantem. W 1761 roku dowodząc korpusem oblegał twierdzę Kołobrzeg, którą zdobył, otwierając wojskom rosyjskim drogę do Berlina. W 1762 roku awansował na generała piechoty. W latach 1764–1796 był prezydentem Kolegium Małorosyjskiego i generał-gubernatorem Małej Rosji (wcześniej gubernatorem Ukrainy był jego ojciec). Na tym stanowisku aktywnie prowadził politykę likwidacji autonomii Ukrainy, ograniczając władzę hetmańską dla zintegrowania tych ziem z resztą imperium i w 1783 wprowadzając tzw. podatek od duszy.
Gdy w 1768 wybuchła wojna rosyjsko-turecka, Rumiancew stanął na czele 2 Armii; w 1769 był dowódcą ekspedycji, której celem było zdobycie twierdzy Azow. Od sierpnia 1769 był dowódcą 1 Armii. W lecie 1770 odniósł nad Turkami i Tatarami dwa znakomite zwycięstwa nad Largą i nad Kagułem, po których przeprawił się przez Dunaj i wkroczył na Wołoszczyznę, rozbijając przeważające siły tureckie. Sukcesy te przyniosły mu w 1774 stopień feldmarszałka, a w 1775 honorowy przydomek do nazwiska – „Zadunajski”. Gdy jego wojska dotarły do Szumenu, nowy sułtan Abdülhamid I zaproponował zawarcie pokoju, który podpisano 21 lipca we wsi Küczük Kajnardży.
Uznawany był wtedy za najsławniejszego wodza rosyjskiego. Inni dowódcy (zwłaszcza Grigorij Potiomkin) zazdrośnie usiłowali odsunąć go od dowodzenia i wykazania militarnych zdolności. Podczas kolejnej wojny z Turcją Rumiancew dowodzący 2 Armią wszedł w konflikt z głównodowodzącym G.A. Potiomkinem, posądzając go o celowe ograniczanie dostaw dla jego armii. Wskutek tego został pozbawiony dowództwa i zrezygnował z dowodzenia armią.
W 1775 roku Sejm Rozbiorowy 1773–1775 nadał mu polski indygenat. Podczas insurekcji kościuszkowskiej w 1794 roku początkowo wyznaczony został na naczelnego wodza sił rosyjskich, jednak wskutek choroby nie opuścił swej posiadłości i faktyczne dowodzenie przejął Suworow. W trakcie działań wojennych na obszarze Rzeczypospolitej pozostał w Taszaniu, gdzie zmarł w dwa miesiące po śmierci carycy Katarzyny.
Działalność Rumiancewa jako wodza i dowódcy miała znaczący wpływ na sztukę wojenną II połowy XVIII wieku. Już w czasie wojny siedmioletniej był inicjatorem wprowadzenia głębokich ugrupowań bojowych. Pierwszy wprowadził kolumny batalionowe dla wykorzystania manewru na polu walki, w natarciu i w obronie. Stworzono przy tym lekkie bataliony działające w linii kolumn, co doprowadziło do powstania nowej taktyki. W czasie wojny 1768–1774 stosował regułę walnej bitwy jako zasadniczego sposobu odniesienia zwycięstwa. Wprowadził na polu walki czworobok, uderzenia frontalne i skrzydłowe, tworzenie i wykorzystywanie rezerw taktycznych, organizację współdziałania rodzajów wojsk. Szczególne znaczenie przywiązywał do zmasowanych i rozstrzygających uderzeń lekkiej kawalerii. Dużą uwagę poświęcał wychowaniu żołnierza i logistycznemu zabezpieczeniu walczących wojsk zarówno przed bitwą, jak i w jej toku.
Swe przemyślenia i poglądy zapisał w dziełach: Instrukcja (1761), Porządek służby (1770), Myśli (1777). Wykorzystano je przy opracowaniu regulaminów i reorganizacji armii rosyjskiej w drugiej połowie XVIII wieku.
W 1774 odznaczony Orderem Orła Białego, był kawalerem wszystkich ówczesnych orderów rosyjskich (Orderu Świętego Jerzego I klasy, Świętej Anny I klasy, Świętego Aleksandra Newskiego, Świętego Włodzimierza I klasy) i pruskiego Orderu Czarnego Orła (1776).
Jego syn Nikołaj Rumiancew (1754–1826) był ministrem spraw zagranicznych oraz przewodniczącym Komitetu Ministrów Imperium Rosyjskiego.

## Upamiętnienie
Jego wizerunek został umieszczony na naddniestrzańskiej monecie obiegowej o nominale 5 rubli wyemitowanej w 2014 roku.